# فرانك دينهاردت
فرانك دينهاردت مواليد 6 ديسمبر 1967 في دارمشتات، ألمانيا الغربية، هو لاعب كرة مضرب ألماني سابق وكان يلعب باليد اليسرى. أعلى تصنيف له في الفردي كان المركز الـ 220 في سنة 1988. أعلى تصنيف له في الزوجي كان المركز الـ 426 في سنة 1989.

## النهائيات

### الفردي: (1)
| الرقم | السنة | الدورة         | الأرضية | المنافس في النهائي | النتيجة في النهائي |
| ----- | ----- | -------------- | ------- | ------------------ | ------------------ |
| 1.    | 1991  | بنغالور, الهند | ترابية  | فلاديمير جابريشيدز | 3–6, 6–4, 6–4      |

## روابط خارجية
- فرانك دينهاردت على موقع رابطة محترفي التنس (الإنجليزية)
- فرانك دينهاردت على موقع الاتحاد الدولي لكرة المضرب (الإنجليزية)
- فرانك دينهاردت على موقع خلاصة التنس.كوم (الإنجليزية)